# 阿爾貝托·格拉納多
阿爾貝托·格拉納多·希梅內斯（西班牙語：Alberto Granado Jiménez；1922年8月8日—2011年3月5日）是阿根廷-古巴醫生、作家與科學家，出生於阿根廷科爾多瓦省赫爾南。他是切·格瓦拉在遊歷拉丁美洲期間的旅行同伴，也是古巴聖地牙哥醫學院的創立人。他著有《與切·格瓦拉的旅行：革命的形成》一書，此書也成為2004年電影《革命前夕的摩托車日記》的參考文獻，由羅德里哥·德拉塞納飾演格拉納多，年老的格拉納多本尊並在電影尾聲客串露面。

## 外部連結
- BBC：「我的摯友切」 （页面存档备份，存于） ，2005年5月9日
- The Guardian：與切共騎 （页面存档备份，存于），Geoffrey Macnab，2004年2月13日
- 《革命前夕的摩托車日記》：專訪格拉納多 （页面存档备份，存于）
- 《革命前夕的摩托車日記》－格拉納多訪談與補充生平資料
- 阿爾貝托·格拉納多的摩托車日記年表[]